# Kanton Sées
Sées is een kanton van het Franse departement Orne. Het kanton maakt deel uit van de arrondissementen Alençon (12) en Argentan (9).

## Gemeenten
Het kanton Sées omvatte tot 2014 de volgende 13 gemeenten:
- Aunou-sur-Orne
- Belfonds
- Le Bouillon
- Chailloué
- La Chapelle-près-Sées
- La Ferrière-Béchet
- Macé
- Neauphe-sous-Essai
- Neuville-près-Sées
- Saint-Gervais-du-Perron
- Saint-Hilaire-la-Gérard
- Sées (hoofdplaats)
- Tanville

Bij de herindeling door het decreet van 25 februari 2014, met uitwerking op 22 maart 2015, werden daar 11 gemeenten aan toegevoegd.

Op 1 januari 2016 werden de gemeenten Chailloué, Neuville-près-Sées en Marmouillé samengevoegd tot de fusiegemeente (commune nouvelle) Chailloué.

Op 1 januari 2019 werden de gemeenten Saint-Hilaire-la-Gérard en Mortrée samengevoegd tot de fusiegemeente (commune nouvelle) Mortrée.
Sindsdien omvat het kanton volgende 21 gemeenten :
- Almenêches
- Aunou-sur-Orne
- Belfonds
- La Bellière
- Boissei-la-Lande
- Boitron
- Le Bouillon
- Le Cercueil
- Chailloué
- La Chapelle-près-Sées
- Le Château-d'Almenêches
- La Ferrière-Béchet
- Francheville
- Macé
- Médavy
- Montmerrei
- Mortrée
- Neauphe-sous-Essai
- Saint-Gervais-du-Perron
- Sées
- Tanville